# Joan Rosselló i Crespí
Joan Rosselló i Crespí (Alaró, 1854 - Palma, 1935), conegut també com a Joan Rosselló de Son Fortesa, fou un escriptor mallorquí autor de narracions de tema rural, conferenciant i traductor. És l'iniciador de la narrativa ruralista mallorquina.

## Biografia
Procedia d'una família d'amos pagesos. Estudià a l'Institut Balear de Palma. Tengué de company d'estudis Miquel Costa i Llobera. Estudià dret a Barcelona (1871-73) i a Madrid (1874-76). Treballà d'advocat a Palma fins que s'instal·là a la possessió de Son Fortesa (Alaró) on exercí de propietari rural. El 1899 aparegueren les seves primeres narracions descriptives a La Roqueta, amb el pseudònim de Joan de Passatemps. Posteriorment col·laborà a altres publicacions mallorquines (La Almudaina, La Ciudad, Gaceta de Mallorca, Mallorca, Mitjorn) i de Catalunya (Catalunya, Ilustració Catalana, Joventut, El Poble Català i La Veu de Catalunya). El 1903 publicà el recull "Manyoc de fruita mallorquina" i el 1904 publicà la novel·la "En Rupit". Pronuncià diferents conferències sobre la ruralia mallorquina que reuní en el volum "Ruralisme" (1908). Altres narracions seves es publicaren en el volum pòstum "Tardanies" (1947). Traduí Daudet, Goethe, Ibsen. Lamartine, Maupassant, Mistral, Turgenev i Txékhov. El 1936 l'Associació per la Cultura de Mallorca li reté un homenatge. L'Ajuntament d'Alaró el declarà fill il·lustre i li reté homenatge canviant el nom de la biblioteca, que es passà a dir "Biblioteca Pública Joan Rosselló de Son Fortesa". Té també carrers dedicats a Alaró, Palma i Santa Maria del Camí.

## Obra
"Manyoc de fruita mallorquina" és un conjunt de rondalles, descripcions de treballs i costums camperols, records d'infantesa i proses paisatgístiques que havien aparegut a diverses revistes. Hi és present una clara idealització de la vida del camp. Amb "En Rupit" intenta fer el pas a la novel·la, per tal de superar els quadres de costums, però no n'acabà de reeixir. Continuà conreant la narrativa breu. Allà on Rosselló aconsegueix una prosa més reeixida és en les descripcions paisatgístiques i la recreació d'un ambient pagès idealitzat, però que no deixa de contenir força evocadora. Empra tècniques naturalistes i denota també la influència modernista. El llenguatge és molt ric i amb constants incursions dins la parla pròpia del camp mallorquí.